# Classe Wangerooge
 (avril 2025).
Si vous disposez d'ouvrages ou d'articles de référence ou si vous connaissez des sites web de qualité traitant du thème abordé ici, merci de compléter l'article en donnant les références utiles à sa vérifiabilité et en les liant à la section « Notes et références ».
Les remorqueurs de classe Wangerooge Type 722 sont une série de remorqueurs océaniques, utilisés par la marine allemande pour les opérations de sauvetage. Ils sont également utilisés pour remorquer des cibles et récupérer des torpilles d’entraînement. La formation à la survie des équipages d’aéronefs est également effectuée avec eux.

## Liste des navires
| Pennant number | Nom        | Type/ Mise à niveau | Indicatif d’appel | Commissionné                                             | Base/Destin                                                             |
| -------------- | ---------- | ------------------- | ----------------- | -------------------------------------------------------- | ----------------------------------------------------------------------- |
| A1451          | Wangerooge | 722C                | DRLI              | 9 avril 1968                                             | Wilhelmshaven                                                           |
| A1452          | Spiekeroog | 722B                | DRIJ              | 14 aout 1968                                             | Kiel                                                                    |
| A1453          | Langeoog   | 722                 |                   | remis en service sous le nom de Type 754, A1441 Langeoog |                                                                         |
| A1454          | Baltrum    | 722                 |                   | 8 octobre 1968                                           | remis en service sous le nom de Type 754, A1439 Baltrum                 |
| A1455          | Norderney  | 722B                | DRLK              | 15 octobre 1970                                          | vendu à l’Uruguay et remis en service sous le nom de Maldonado (ROU 23) |
| A1456          | Juist      | 722                 |                   | 1 octobre 1971                                           | remis en service sous le nom de Type 754, A1440 Juist                   |

Les navires sont nommés d’après les îles de Frise orientale.

## Galerie

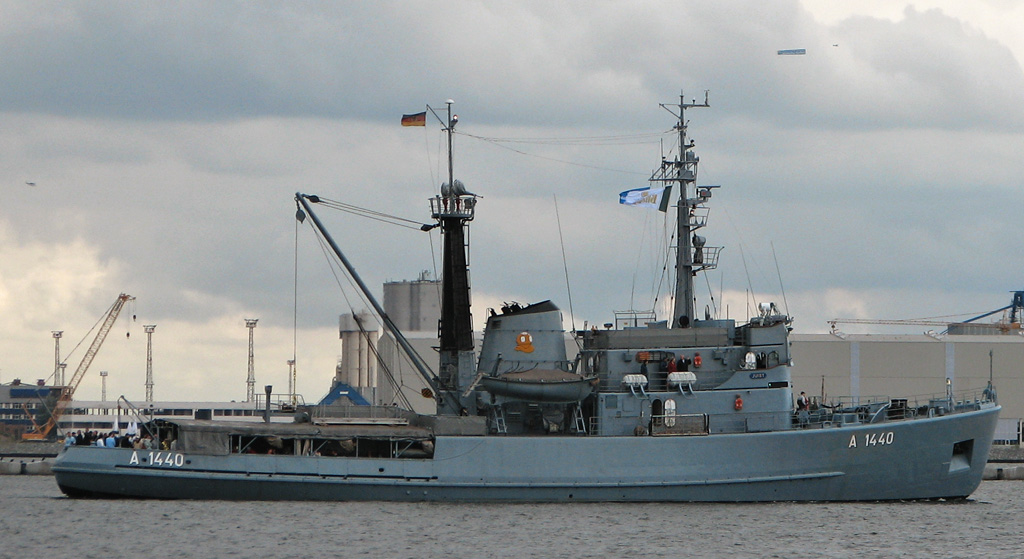
Ancien remorqueur de classe Wangerooge Juist, maintenant un navire d’entraînement de plongeurs
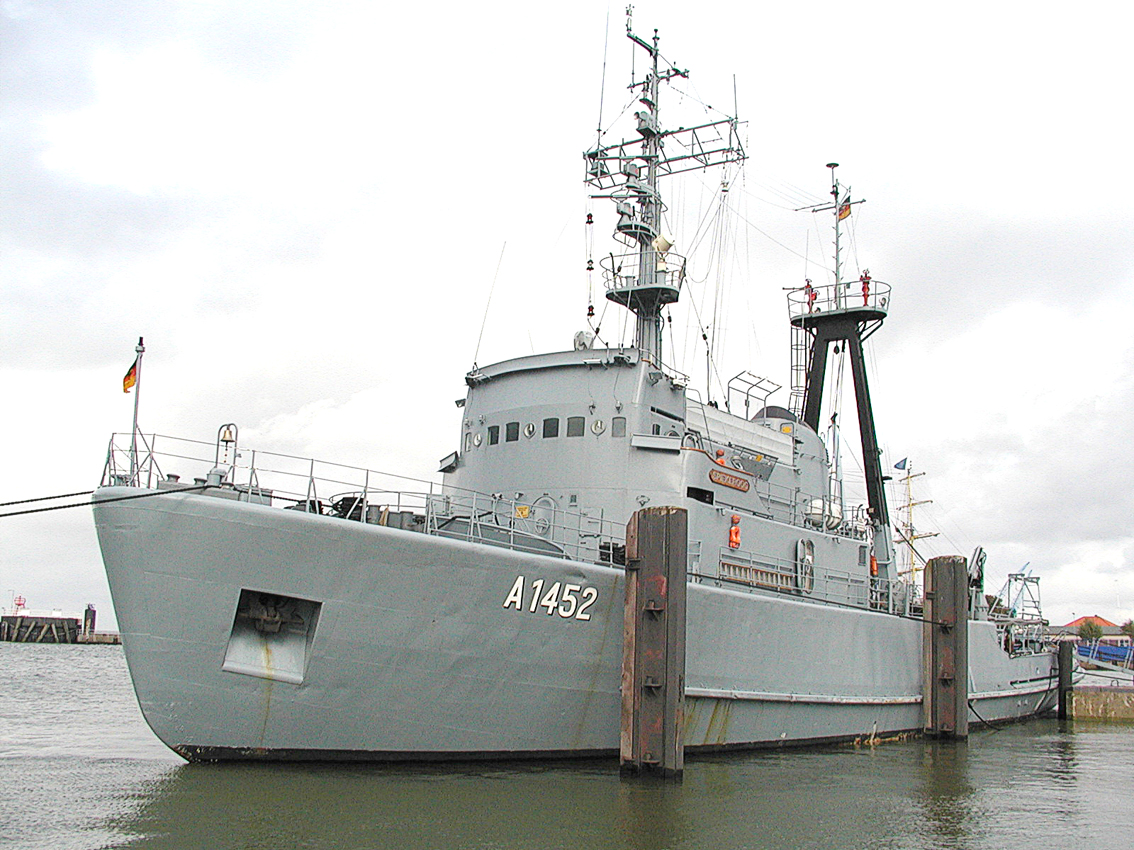
Spiekeroog